# Mario Sáenz
Mario José Sáenz (Pergamino, 4 de agosto de 1879 - Buenos Aires, 1943) fue un abogado, escritor y político argentino, que ejerció brevemente el cargo de Ministro de Agricultura y Ganadería de su país durante la presidencia de Roque Sáenz Peña, y como interventor federal de la Provincia de Jujuy.
Se doctoró en derecho en el año 1906, con una tesis sobre el tema "Propiedad de ganados". Fue secretario privado de Norberto Piñero, entonces ministro de Hacienda de la Nación, y posteriormente subsecretario de ese ministerio.
En 1910 inició su carrera de docente universitario, como profesor titular de Filosofía Legal, y posteriormente de Leyes Agrícolas. Fue vicerrector y rector interino del Colegio Nacional de Buenos Aires.
Durante la presidencia de Roque Sáenz Peña fue subsecretario de Agricultura, pero renunció a su cargo en solidaridad con el ministro del ramo, Eleodoro Lobos, que había presentado su renuncia. No obstante, a pedido de Sáenz Peña, ejerció como ministro provisional durante algunas semanas, hasta la asunción de su sucesor, Adolfo Mugica.
En 1913 fue interventor federal de la Provincia de Jujuy, cargo desde el cual organizó la elección de nuevas autoridades. Redactó un informe oficial sobre su gestión.
Posteriormente fue el abogado nombrado por el gobierno argentino durante la crisis suscitada por la captura del buque argentino Presidente Mitre por parte de las autoridades de británicas, durante la Primera Guerra Mundial.
Entre sus libros, destaca un estudio sobre la literatura gauchesca, del año 1899, así como estudios históricos sobre Mariano Moreno, José Manuel Estrada y Bernardino Rivadavia. También escribió una gran cantidad de libros de texto universitarios, entre ellos Filosofía del derecho (1927) y Las dictaduras y la democracia (1935).
Apoyó la Reforma Universitaria y fue decano de la Facultad de Derecho de la Universidad de Buenos Aires, elegido por los claustros de docentes y estudiantes. Su gestión fue un gran empuje a la difusión de la Reforma fuera de la Universidad Nacional de Córdoba.
Falleció en Buenos Aires en 1943.